# Phengaris
Phengaris là một chi bướm trong phân họ Polyommatinae. Phengaris hiện được xác định là bao gồm chi Maculinea. Loài điển hình loài sau này là Phengaris alcon. Loài này được phát hiện ít có quan hệ họ hàng gần gũi với hầu hết các thành viên được cho là khác của Maculinea so với loài Phengaris truyền thống, và do đó hai chi đã được hợp nhất để tạo thành một nhóm đơn ngành. 
Loài được phát hiện gần đây nhất trong chi là P. xiushani, được ghi nhận lần đầu tiên vào năm 2010 và được tìm thấy ở vùng núi rừng nguyên sinh, không giống như tất cả các thành viên khác sống ở đồng cỏ trên toàn bộ phạm vi phân bố của chúng.

## Các loài
Chi này có các loài sau:
- Phengaris albida (Leech, 1893)
- Phengaris alcon (Denis & Schiffermüller, 1775)
- Phengaris arion (Linnaeus, 1758)
- Phengaris cyanecula (Eversmann, 1848)
- Phengaris daitozana (Wileman, 1908)
- Phengaris kurentzovi (Sibatani, Saigusa & Hirowatari, 1994)
- Phengaris nausithous (Bergsträsser, 1779)
- Phengaris ogumae (Matsumura, 1910)
- Phengaris rebeli (Hirschke, 1904)
- Phengaris teleius (Bergsträsser, 1779)
- Phengaris xiaheana (Murayama, 1919)
- Phengaris xiushani (Wang & Settele, 2010)